# Veselé Vánoce přejí chobotnice
Veselé Vánoce přejí chobotnice je český film režiséra Jindřicha Poláka z roku 1986. Film byl natočený podle knižní předlohy, jeho děj se odehrává v zimě. Přímo navazuje na film Chobotnice z II. patra, který se odehrává v létě.
Oba filmy vznikly zkráceným sestřihem čtyřdílného televizního seriálu Chobotnice z II. patra.

## Děj
Blíží se Vánoce, Praha je zasněžená a rodiče Eva a Honzíka uvažují o rozvodu. Tatínek Holan se snaží napravit škody, které způsobily obě chobotnice, Modrej a Zelená. Po nich stále pátrá asistent Andreadis. Ve škole se chystá vánoční besídka, na které má mít Honzík kouzelnické vystoupení. To mu ale chobotnice zkazí, když se chtějí před Andreadisem ukrýt.
Na Štědrý den děti od tatínka dostanou vánoční dárky a Holan koupil také pianino pro maminku Andreu. U štědrovečerní večeře jsou ale jen tři, tatínek zůstal v hospodě. Když Andrea usne, přestěhují chobotnice tajně pianino do bytu a děti maminku vzbudí, když hrají čtyřručně koledu. Rodiče se nakonec usmíří a rozvod zruší. 

## Hlavní postavy
| Postava                 | Obsazení                    |
| ----------------------- | --------------------------- |
| Chobotnice alias Modrej | František Filipovský (hlas) |
| Chobotnice alias Zelená | Jiřina Bohdalová (hlas)     |
| Eva Holanová            | Žaneta Fuchsová             |
| Honzík Holan            | Milan Šimáček               |
| Andrea Holanová         | Dagmar Veškrnová            |
| Jan Holan               | Pavel Zedníček              |
| George                  | Miroslav Macháček           |
| Andreadis               | Boris Rösner                |